# Alex & Co.
Alex & Co. è una serie televisiva italiana trasmessa per la prima volta dall'11 maggio 2015 al 29 giugno 2017 su Disney Channel e in chiaro su Rai Gulp dal 2 maggio 2016. 
La serie racconta di cinque amici e delle loro avventure al liceo e nel campo musicale. Pur essendo una produzione girata in lingua italiana, la serie televisiva presenta elementi che le attribuiscono una connotazione internazionale, quali scritte in lingua inglese presenti nell'ambientazione (come i cartelli affissi all'interno della scuola e i titoli dei libri di testo usati dagli alunni), poiché il "Melsher Institute" (il liceo che frequentano i protagonisti) viene definita come una scuola internazionale. La serie è stata esportata in vari altri Paesi europei, venendo trasmessa sulle altre versioni internazionali di Disney Channel. La prima stagione della serie è andata in onda dall'11 al 27 maggio 2015, mentre la seconda dal 27 settembre al 29 novembre dello stesso anno. La terza stagione è stata divisa in due parti di 10 episodi ciascuna: la prima parte è andata in onda dal 24 settembre al 22 ottobre 2016, la seconda dal 21 gennaio al 18 febbraio 2017.
Dal 26 al 29 giugno 2017 sono andati in onda 4 episodi speciali conclusivi della serie.
Dopo la messa in onda dell'ultimo episodio è stata annunciata tramite un promo, la messa in onda di uno spin-off dal titolo Penny on M.A.R.S., che ha debuttato in Italia a Maggio del 2018.
Dal 31 luglio 2020, Alex & Co, fa parte delle varie serie di Disney Channel disponibili su Disney+ con la prima stagione. Dal 7 agosto 2020 sono disponibili anche la seconda e la terza stagione.

## Trama

### Prima stagione
Alex Leoni è un ragazzo di quattordici anni, gentile ed altruista che sta per iniziare il suo primo giorno di liceo al "Melsher Institute", una scuola d'eccellenza ma molto rigida e piena di divieti, tra cui la musica. 
Alex è pronto ad iniziare il liceo con i suoi due migliori amici d'infanzia: Christian, un gran seduttore e amante del calcio, e Nicole, timida e appassionata di libri. 
Nicole, durante l'estate, ha capito che Alex non è più solo un amico ma una vera e propria cotta di cui il ragazzo è all'oscuro.
L'avventura per i tre ragazzi comincia quando incontrano Emma, bionda ed attraente di cui Alex si innamora da subito (suscitando la gelosia di Nicole), e Sam, genio della matematica e bersagliato dai bulli della scuola: Tom e Barto. 
I cinque ragazzi difendono Sam da Tom, e quest'ultimo giura vendetta ed è qui che entra in scena Linda, fidanzata di Tom e reginetta del liceo, che dà false indicazioni ai ragazzi facendoli andare nello scantinato della scuola dove è severamente proibito mettere piede.
Dopo il brutto scherzo di Linda, i cinque trovano la loro classe ma in ritardo e vengono messi in punizione dal professor Strozzi (che insegna geografia), soprannominato lo "Scorpione" per i suoi modi severi. 
Finite le tre ore di punizione, il gruppetto si reca nuovamente nello scantinato dove scoprono una stanza segreta piena di strumenti musicali, microfoni e un piccolo palco e scoprono di condividere una passione nascosta per la musica e decidono di formare una band nonostante le regole che stanno infrangendo e il rischio che corrono a stare in quella stanza. 
Con la complicità della frizzante custode Nina e del professor Belli, i ragazzi iniziano a comporre canzoni e a provare nella stanza segreta.
Nel corso della stagione si scopre (a causa di una cattiveria di Linda) che Emma è la figlia del preside e che quest'ultimo non vuole che lei canti. 
Un discografico, il signor Smith, propone loro un contratto dopo che il gruppo ha spopolato grazie ad un video su Internet, ma l'assenza dei genitori di Emma e Alex impedisce ai ragazzi di firmare. 
Dopo una festa in maschera, dove Alex bacia Nicole al posto di Emma (le ragazze avevano lo stesso costume), Alex inizia ad avere dei dubbi sul suo amore per Emma e viceversa.
Linda scopre la stanza segreta e, per distruggere i ragazzi, svela tutto al professor Strozzi, il quale conduce il preside e i proprietari dell'istituto nello scantinato durante le prove e i cinque ragazzi vengono scoperti e puniti mentre il professor Belli viene licenziato. 
Emma viene messa in punizione e Alex, Sam, Nicole e Christian si iscrivono ad un festival musicale nel parco, in cui non parteciperà Emma, dove Alex e Nicole capiscono di amarsi alla follia e duettano insieme, e quella sera stessa i due si dichiarano nella veranda di casa Leoni. 
Sam scopre di non poter pagare la sua borsa di studio e teme di non poter più studiare al Melsher, così il gruppo organizza uno spettacolo di beneficenza per lui. Però, nel camerino Nicole viene bloccata da Linda nonostante si liberi quasi subito, anche se poi venne di nuovo intrappolata nel condotto dell'aria insieme ad Alex nel quale Linda aveva gettato la scarpa di Nicole.
Alex e Nicole si baciano e trovano una botola per arrivare sul palco in tempo e l'esibizione è un successo, e tra l'altro i ragazzi vincono anche la gara interscolastica grazie al professor Belli che riacquista il suo posto. 
L'anno scolastico sembra terminare nel migliore dei modi: Alex e Nicole si sono fidanzati, la band ha riscosso un grande successo e Sam resterà al Melsher, ma i genitori di Alex rivelano al professor Belli che dovranno trasferirsi in America dopo le vacanze.

### Seconda stagione
L'estate è finita: Alex riceve dai genitori la notizia del trasferimento negli Stati Uniti e insieme a suo fratello Joe escogita un piano per restare. Tuttavia, l'inaspettata gravidanza di Elena, la madre di Alex, porterà la famiglia a restare in Italia. Nel frattempo sono in corso le audizioni per The Talent, al quale Alex, insieme al gruppo (che viene rinominato "Alex & Co."), decide di partecipare. Anche Linda forma con Samantha e Rebecca un gruppo, "The Lindas" e si iscrive al talent show. Nel frattempo, al Melsher Institute molte cose sono cambiate, con l'inserimento di molte attività interessanti. Tuttavia, Victoria Williams, la madre di Linda, proprietaria dell'istituto, inizia a dettare nuove regole e fa di tutto per cacciare il preside Ferrari. Con l'inizio della nuova sfida del talent show per gli Alex & Co., sorgono molti litigi e non tutto va per il meglio: Alex e Nicole iniziano a litigare spesso per via della gelosia di Alex, mentre il tentativo di Christian di avvicinarsi ad Emma viene stroncato da un piano di Linda. Anche al talent show sorgono dei problemi, quando uno dei giudici si rivela essere Mr. Smith, un discografico che nella prima stagione aveva criticato la band e che adesso è pronto a schiacciarli. Nel frattempo, nella vita di Sam arriva uno sconvolgimento: inizia a dare lezioni di matematica a Rebecca e i due iniziano a provare simpatia l'uno per l'altra. Sam scopre in lei un lato completamente diverso dalla Rebecca che conosceva, e la simpatia sfocia in vero e proprio amore ma, per via di Linda, i due sono costretti a tenere nascosta la loro relazione. Al talent show i ragazzi arrivano in finale, ma le tensioni tra i componenti del gruppo diventano sempre più gravi fino ad arrivare allo scioglimento della band. Alex si ritrova da solo e pensa al contratto discografico offertogli da un famoso agente. Tuttavia, al momento della firma, capisce che sta sbagliando tutto e riallaccia i rapporti con Nicole e con il gruppo, pronto ad affrontare la finale. Nel frattempo, Christian riesce a conquistare Emma e i due si fidanzano, mentre Sam supera la sua timidezza e si sente pronto a dire agli altri della sua relazione con Rebecca noncurante di una possibile reazione negativa di Linda. Per caso i ragazzi scoprono che la canzone delle Lindas è stata venduta a Victoria Williams da Mr. Smith, ma decidono di non dire niente poiché vogliono vincere The Talent per il loro impegno. Durante la diretta della finale, Alex riceve la notizia dell'imminente nascita della sua sorellina e corre in ospedale dalla madre, ma riesce poi a tornare in tempo per esibirsi. Successivamente, sul palco gli Alex & Co. annunciano l'imbroglio di Mr. Smith e subito dopo vengono proclamati vincitori. Durante i festeggiamenti tutti appaiono felici, ma Nicole non è contenta: la ragazza infatti scappa dietro le quinte e rivela ad Alex che questa non è la sua strada.

### Terza stagione
Prima parte
I ragazzi, dopo la vittoria a The Talent, sono pronti ad incidere il loro primo disco con la Youth Sound Records, gestita dall'importante produttrice Diana Jones. Nicole ha lasciato la band e ha deciso di prendersi un periodo di riflessione anche per la sua relazione con Alex. Tutto è pronto per l'incisione, tuttavia Emma, turbata dal licenziamento del padre al Melsher, inizia a riscontrare dei problemi alle corde vocali. Dopo degli accertamenti, è costretta a trasferirsi per un breve periodo a San Diego per un intervento, con il rischio di non poter più cantare. Nel frattempo, a scuola, dove tutti si chiedono dove siano finite Linda e sua madre, arriva Clio, una ragazza ribelle, introversa e scontrosa. Alex, curioso di scoprire il perché della sua riservatezza, cerca di avvicinarsi a lei. Gli Alex & Co., ormai senza Nicole ed Emma, organizzano delle audizioni, data l'insistenza di Diana, per cercare nuove voci femminili. Inaspettatamente al provino si presentano le Lindas. Linda è appena tornata da un viaggio di "purificazione interna" e appare cambiata: si comporta in modo gentile e veste di bianco. I ragazzi, sorpresi da questo suo cambiamento, decidono di dar nuova vita alla band e accettano l'ingresso delle Lindas nel gruppo. Nel mentre, Ferrari ritorna ad essere preside ed Alex si avvicina sempre più a Clio, mentre Nicole è ancora confusa su ciò che vuole. Alla casa discografica, intanto, Alex è sempre più stranito dal fatto che Diana pensi solo al marketing ed all'immagine della band, e non alla cosa più importante: la musica. Sentendosi vincolato dal non poter esprimersi come vuole, decide di creare un alter ego, "Nobody", pubblicando in rete la canzone I Am Nobody, la quale riceve molto successo in tutto il mondo. Nel frattempo, Emma ritorna dagli Stati Uniti e Nicole incontra Sara, sua vecchia baby-sitter e attuale proprietaria del teatro Blue Factory. Essendo quest'ultimo in fallimento, Nicole decide di aiutare Sara a recuperare un po' di soldi. Nobody ha intanto raggiunto un alto livello di fama e i media sono intenti scoprire la sua identità. Alex decide di mantenere la sua identità nascosta, raccontando di Nobody solo a Christian e Sam. Quando il rapporto tra Alex e Clio diventa sempre più forte, lui la incita ad affrontare le sue paure e la spinge e seguire la sua passione, il ballo. Nicole inizia a scrivere a Nobody di tutte le sue preoccupazioni, chiedendogli consigli sulle sue passioni e i suoi sentimenti, e viene incitata da lui a scrivere una canzone per Emma che, dopo l'intervento alle corde vocali, ha paura di ritornare a cantare. Tra Nicole e Nobody si inizia a creare un profondo legame e la ragazza inizia quasi ad innamorarsi della misteriosa figura, non immaginando di parlare proprio con Alex. Alla Youth Sound, intanto, dopo che Diana presenta al gruppo una nuova canzone a carattere commerciale, i ragazzi e Rebecca decidono di lasciare definitivamente il gruppo, scaturendo la rabbia di Linda che abbandona la sua parte buona e ritorna ad essere la vecchia e perfida Linda. Sara e Nicole, nel frattempo, decidono di organizzare un evento di raccolta fondi per il teatro e, per aiutarle, Alex decide di vestire i panni di Nobody per l'evento, suscitando l'euforia di molta gente. Nel mentre, Nicole trova il coraggio di scrivere la canzone per Emma e, una volta avergliela presentata, le due ragazze decidono di riformare gli Alex & Co. I cinque amici decidono di esibirsi all'evento al Blue Factory con la canzone scritta da Nicole. Sam è triste poiché ha ricevuto una borsa di studio all'estero ed è indeciso sul partire o restare con Rebecca ed i suoi amici. Rebecca lo incita a partire, rassicurandolo sul futuro della loro relazione. All'evento per la raccolta fondi, Rebecca e Samantha scoprono che Linda è decisa a vendicarsi con Alex e ha intenzione di far demolire il teatro; le due decidono di allontanarsi definitivamente dalla sua cattiveria. Gli Alex & Co. si esibiscono un'ultima volta insieme e i ragazzi salutano Sam. Clio si esibisce in uno spettacolo di danza, mentre Diana si scusa con i ragazzi e propone loro di produrre nuovamente il loro album, ma con le loro canzoni: i cinque amici decidono di accettare. Alex capisce di non poter più sostenere la situazione e decide di rivelare l'identità di Nobody al pubblico. Al momento della sua esibizione si toglie la maschera del suo travestimento e lascia tutti a bocca aperta. Nicole e Clio rimangono sconvolte.
Seconda parte
Dopo la scioccante rivelazione di Alex, Nicole lo perdona, mentre Clio è ancora un po' incerta. Nel frattempo, inaspettatamente Christian si trasferisce in Australia, sancendo così lo scioglimento effettivo del gruppo dopo la pubblicazione del loro album. Sia Alex che Emma decidono di intraprendere la propria carriera da solisti all'interno della "Blue Factory Records", casa discografica creata con Sara dopo i finanziamenti della raccolta fondi. In seguito al trasferimento di Christian e Sam, Emma e Rebecca lasciano entrambe i propri fidanzati a causa della distanza. Emma inizia tuttavia a ricevere attenzioni da un ragazzo di nome Ray, mentre Rebecca si avvicina a Matt, ragazzo apparente umile, ma che nasconde il segreto di essere miliardario. Inoltre subentra in scena anche la sorella di Rebecca, Giada, la quale, affascinata da Linda, convince quest'ultima e Samantha a riformare le Lindas. Nicole intanto decide di seguire la sua nuova passione da autrice e scrive la canzone The Magic of Love, che dedica inconsciamente ad Alex, di cui si riscopre ancora innamorata. Tuttavia la ragazza tiene nascosto tutto, preoccupata anche del rapporto sempre più stretto tra Alex e Clio, e parte con rimorso, per andare a studiare in una scuola per giovani autori. Prima di partire, consegna il testo della sua canzone a Sara, che lo darà ad Alex, promettendo a Nicole di non rivelare che l'abbia scritto lei. Nel frattempo Emma cede alle provocazioni di Ray e i due iniziano a scoprirsi molto affini nonostante provengano da due mondi differenti. Tuttavia il padre di Emma pensa che il ragazzo abbia una cattiva influenza sulla figlia, a cui vieta di frequentarlo. Rebecca e Matt, invece, si avvicinano sempre di più, mentre Alex e Clio decidono di stare assieme. A turbare gli equilibri è Ivan, ex fidanzato di Clio, che alleandosi con le Lindas escogita un piano per ingannare Alex. Il ragazzo infatti si finge Nobody e mette in cattiva luce Alex, dichiarando di essere il vero artista sotto la maschera. Tra i due nascerà una sfida per decretare il vero Nobody, che terminerà sul palco del Blue Factory. Emma e Ray, intanto, riescono a superare le difficoltà e si fidanzano, mentre Rebecca, scoperto il segreto di Matt, decide di perdonarlo. Prima dell'evento a teatro, Clio aiuta Alex a non farsi ingannare da Ivan e, una volta scoperto che la canzone che Alex canterà sul palco è scritta da Nicole, capisce che lui è destinato a stare con la ragazza e a malincuore lo lascia. All'evento Alex ha la meglio su Ivan e dà la dimostrazione di essere il vero Nobody. Tuttavia, il ragazzo decide di accantonare per sempre questo alter ego e presenta la sua prima canzone in quanto Alex Leoni The Magic of Love. Durante l'esibizione, Alex vede arrivare da lontano Nicole, di ritorno dal suo viaggio di studio, e, mentre canta, guardandola negli occhi, capisce che i versi della canzone sono stati scritti da lei. I due si avvicinano e si baciano acclamati dal pubblico, mentre Clio si allontana in disparte ancora dispiaciuta, ma consapevole di aver fatto la scelta giusta.

### Episodi speciali
Dopo il bacio che li ha visti riappacificarsi, Alex e Nicole decidono di rimettersi insieme. Gli "Alex & Co." (composta da Alex, Nicole, Emma, Rebecca, Ray e Matt) vengono invitati all'edizione speciale di "The Talent World", uno show che vede sfidarsi i vincitori di The Talent a livello mondiale. Alex e gli amici, però, decidono di rifiutare l'invito, per dedicarsi ai progetti musicali della loro casa discografica. Nicole, infatti, ha un nuovo grande sogno nel cassetto: far cantare il testo che sta scrivendo alla più grande pop star del momento, Bakìa, anche se sembra davvero impossibile. Alex, Nicole, Emma, Ray e Rebecca si riuniscono per il compleanno di Matt, che tiene un ricevimento di gala nella sua villa. Alla festa si imbucano anche le "Lindas", che non accettano di essere estromesse da un evento così cool. Durante la festa, Nicole scopre quasi per caso che, nella tenuta di fianco a quella di Matt, la popstar Bakìa sta girando un nuovo videoclip. Decisa ad avverare il suo sogno, Nicole cerca di avvicinarsi alla popstar, ma è vittima di un grave incidente. Grazie all'intervento di una ragazza sconosciuta, Penny, Nicole è salva, ma la sua salvatrice si dilegua misteriosamente senza lasciare traccia. Alex e gli amici sono disperati: Nicole è in coma e non si sa se e quando si riprenderà. Successivamente Alex si reca al "The Talent World" perché aveva scoperto che Bakia (la popstar preferita di Nicole) era l'ospite speciale e voleva realizzare il sogno di Nicole, cioè farle cantare la sua canzone. Con l'aiuto della sua nuova amica Penny (in verità la figlia di Bakia, segreto che terrà nascosto) ci riesce. Alla fine del Talent, Alex riceve una chiamata dall'ospedale dove è in coma Nicole: la ragazza si è svegliata! Alex corre da lei e i due si baciano con un grande lieto fine!

## Personaggi

### Principali
- Alex Leoni (stagione 1-episodi speciali), interpretato da Leonardo Cecchi.
È un ragazzo buono, carino, intelligente e difende sempre chi ha bisogno di lui. Cerca di rendersi utile a tutti in ogni evenienza. Nella prima stagione si innamora di Emma, la quale ricambia il sentimento del ragazzo. Tuttavia, più in là, capisce di provare una forte emozione per Nicole e i due si mettono insieme. Nella seconda stagione guida gli Alex & Co verso la vittoria di The Talent. Tuttavia, durante il corso della stagione, litiga spesso sia con Nicole sia con gli altri, ma poi riallaccia i rapporti con tutti. Nella terza stagione crea un alter-ego, Nobody, per dimostrare che anche un artista sconosciuto può dire la sua. Negli episodi speciali, dopo l'incidente di Nicole, fa di tutto per farla risvegliare dal coma, realizzando il sogno più grande della ragazza.
- Nicole De Ponte (stagione 1-episodi speciali), interpretata da Eleonora Gaggero.
È una ragazza sensibile, carina, generosa ma timida. Non le piace stare al centro dell’attenzione. Prende le cose molto seriamente e cerca sempre di cambiare quello che non le va bene. Ha un talento per il canto, ma si vergogna di cantare in pubblico, anche se nel corso della serie supererà questa paura. Nella prima stagione capisce di essere innamorata di Alex e soffre per questo. Nella seconda stagione litiga spesso con Alex ma si ricongiunge con lui alla fine della stagione. Nella terza stagione, dopo aver lasciato Alex e la band, è incerta su ciò che prova e sulle sue passioni, ma trova rifugio nel Blue Factory, il teatro gestito dalla sua ex baby-sitter Sara. Negli episodi speciali è vittima di un grave incidente ed entra in coma ma nell'episodio finale riesce a risvegliarsi grazie al supporto di Alex.
- Emma Ferrari (stagione 1-episodi speciali), interpretata da Beatrice Vendramin. È la figlia del preside della scuola. È una ragazza carina, simpatica e solare. In apparenza sembra coraggiosa e sicura di sé ma in fondo non lo è e ha bisogno di continua approvazione da parte dei suoi amici. La sua grande passione è il canto. Nella seconda stagione si innamora di Christian e i due si mettono insieme alla fine della stagione. Nella terza stagione, in seguito ad un problema alle corde vocali, decide di prendersi un periodo di pausa dalla musica. Nella seconda parte della terza stagione, dopo la partenza di Christian, inizia a frequentare un ragazzo di nome Ray, che inizialmente non poteva frequentare poiché suo padre era contrario ma alla fine i due riescono a stare insieme.
- Christian Alessi (stagione 1-3), interpretato da Saul Nanni.
È il migliore amico di Alex fin da quando erano bambini. È sempre allegro, simpatico e molto bello, ma non è un ragazzo presuntuoso. Nella prima stagione diventa capitano della squadra di calcio e nell'ultimo episodio capisce di essere innamorato di una ragazza, che nella seconda stagione si rivela essere Emma. Dopo vari eventi i due si mettono finalmente insieme. Nell'episodio 11 della terza stagione parte per l'Australia (off-screen) con tutta la famiglia.
- Samuele "Sam" Costa (stagione 1-3), interpretato da Federico Russo.
È un ragazzo studioso e responsabile ma timido. Sogna di essere ammesso in una delle migliori università ma non ha le disponibilità finanziarie per farlo. Nella seconda stagione, dando lezioni di matematica a Rebecca, scopre in lei un lato diverso da quello che conosceva e se ne innamora: alla fine, i due si mettono insieme. Scoprirà l'importanza di essere fino in fondo sé stessi e partirà per una borsa di studio nell'episodio 10 della terza stagione.
- Raimondo "Ray" (stagione 3 - episodi speciali), interpretato da Riccardo Alemanni. È il figlio di Nina. È sicuro di sé e ama il basket e il rap. S'innamorerà di Emma e riuscirà a conquistarla, anche se poi si lasciano ma riusciranno a stare insieme, creando una loro canzone cantata poi al Blue Factory.
- Rebecca Guglielmino (stagione 1-episodi speciali), interpretata da Giulia Guerrini.
È la migliore amica di Linda e le sta sempre accanto per essere considerata popolare. A ogni affermazione di Linda risponde con "Absolutely". Nella seconda stagione scopre di saper cantare e si innamora di Sam, che le fa da tutor nello studio. Scrive una canzone che parla della storia d'amore che la unisce a Sam, grazie al quale riesce a svelare una parte di sé che nessuno conosceva, capisce di non dover più dipendere da Linda e si mette con il ragazzo. Nella terza stagione abbandonerà definitivamente Linda e dovrà affrontare il trasferimento di Sam, compensato con l'arrivo di un ragazzo di nome Matt, con cui avrà una relazione.
- Matteo "Matt" (stagione 3 - episodi speciali), interpretato da Luca Valenti. È un ragazzo miliardario. Inizia a lavorare come cameriere in un bar per stare a contatto con Rebecca, poiché ne è innamorato. Dopo il fidanzamento con la ragazza deve affrontare, negli episodi speciali, la paura di dirlo ai suoi genitori. Ha una sorella vanitosa e malata di shopping di nome Soraya.
- Clio Pinto (stagione 3), interpretata da Miriam Dossena.
È una nuova studentessa del "Melsher Institute" e nuova compagna di classe di Alex. È una ragazza molto scontrosa e fredda, abiti neri e cuffie sono i componenti del suo stile dark. Questo suo carattere è dovuto ad un passato doloroso: vittima di bullismo da coloro che credeva amici e con una grande passione per il ballo che abbandonò a causa dei torti ricevuti. Alex si avvicinerà a lei e l'aiuterà a realizzare il suo sogno di entrare in una prestigiosa scuola di danza e si metteranno anche insieme per un periodo ma quando il ragazzo capirà di amare Nicole, Clio andrà per la sua strada e continuerà a coltivare la sua passione.
- Penny Mendez (episodi speciali - Penny on M.A.R.S.), interpretata da Olivia-Mai Barrett.
È la ragazza che salva la vita a Nicole dopo il suo incidente. È molto timida e per questo all'inizio non vuole rivelare ciò che ha fatto. In seguito incontra Alex e i due diventano ottimi amici. Nell'ultimo episodio, Alex la incita a seguire il suo sogno di entrare nel liceo musicale M.A.R.S. e capisce finalmente che è lei la salvatrice di Nicole. È la protagonista del seguito di Alex & Co Penny on M.A.R.S.

### Secondari
- Linda Rossetti (1ª stagione-episodi speciali), interpretata da Lucrezia Roberta Di Michele.
È considerata la regina del liceo ed è fidanzata con l'ex capitano della squadra di calcio Tom. Tuttavia, lei è in realtà innamorata di Christian che non ricambia il sentimento. È sempre accompagnata da Rebecca e Samantha ed è temuta da tutti. Cerca sempre di sabotare Alex e i suoi amici. Nella seconda stagione forma un gruppo musicale con il nome di "The Lindas", con il quale, anche se imbrogliando, arriva alla finale di The Talent. Nella terza stagione sembra cambiata, predicando gentilezza e lealtà ma alla fine si rivela la stessa Linda di sempre. Si alleerà con Ivan per distruggere ancora una volta i piani di Alex non riuscendo a farcela. Negli episodi speciali farà di tutto per risvegliare Nicole.
- Samantha Ferri (1ª stagione-episodi speciali), interpretata da Asia Corvino.
È carina ma non è molto perspicace. Ama il rosa e le scarpe. Nessuno capisce perché sia entrata nel gruppo di Linda e cerca sempre di imitare le sue amiche. A ogni affermazione di Linda risponde con "Ovvio". Nella seconda stagione vuole diventare una detective. Infatti scopre la relazione tra Sam e Rebecca, facendoli lasciare, ma poi torneranno insieme. Nella terza stagione sentirà molto la mancanza di Linda e quando quest'ultima torna, Samantha la vede totalmente diversa, ma poi tornerà ad essere perfida, nell'episodio 10 della terza stagione la abbandona temporaneamente per poi tornare da lei. Negli episodi speciali aiuterà Linda a risvegliare Nicole, fallendo.
- Giada Guglielmino (3ª stagione - episodi speciali), interpretata da Arianna Amadei.
È la sorella di Rebecca. È una fan di Linda e diventerà una Lindas, sostituendo Rebecca e "Absolutely" in "Totally". È interessata a Ray, non ricambiata poiché lui è innamorato di Emma. Negli episodi speciali cercherà di aiutare Linda a risvegliare Nicole ma tradendo la fiducia di quest'ultima, verrà cacciata dalle Lindas.
- Tom (stagione 1-2), interpretato da Daniele Rampello.
È il leader ed ex capitano della squadra di calcio. È acerrimo nemico di Alex e dei suoi amici e, aiutato da Barto e Linda, cerca in ogni modo di liberarsi di loro. Detesta tantissimo Christian, dopo che lui ha vinto la fascia da capitano nella squadra di calcio.
- Barto (stagione 1-2), interpretato da Anis Romdhane.
È il migliore amico di Tom. Il suo unico scopo è soddisfare il suo "capo", Tom. Viene bocciato e nella seconda stagione va nella classe di Alex e dei suoi amici. Linda lo usa per far innamorare Emma di lui e per allontanarla da Christian. Lui accetta ma con il tempo capisce di essere veramente innamorato di Emma. Alla fine della seconda stagione si stufa di Linda e ottiene la sua vendetta insieme a Tom.
- Ivan (stagione 3), interpretato da Paolo Fantoni.
È l'ex ragazzo di Clio che lotterà per riprendersela. Per farlo si alleerà con Linda contro Alex.
- Amedeo Augusto Ferrari (stagione 1-3), interpretato da Roberto Citran.
È il preside del Melsher Institute ed è il padre di Emma. Inizialmente è molto severo e non accetta che nella sua scuola si svolgano altre attività oltre lo studio; si arrabbia molto quando scopre che la figlia è in un gruppo musicale. Tuttavia, alla fine della prima stagione, capisce l'importanza della musica per la figlia ed è fiero di lei. Nella seconda stagione, è molto più aperto verso attività espressive ma viene licenziato in tronco nella penultima puntata della stagione dalla nuova proprietaria della scuola Victoria Williams. Nella prima puntata della terza stagione si scopre che Victoria ha venduto la scuola e che i nuovi proprietari hanno ridato il ruolo di preside a Ferrari stesso. Nella terza stagione si avvicinerà alla bidella Nina.
- Nina (stagione 1-3), interpretata da Debora Villa.
È la custode e la bidella della scuola. Aiuta sempre i ragazzi ed è divertente, gentile e buona. È la madre di Ray ed è innamorata del preside Ferrari.
- Professor "Scorpione" Strozzi (1ª-3ª stagione), interpretato da Nicola Stravalaci.
È uno dei professori del Melsher Institute. È molto severo ed esigente e per questo motivo viene chiamato con il soprannome di "Scorpione" dai suoi alunni. Cerca di sabotare il Professor Belli e riesce a farlo cacciare. È destinato a divenire il nuovo preside ma, alla fine della prima stagione, questo non accade. Nella seconda stagione ruba, insieme a Victoria, il ruolo di preside a Ferrari, ma lo perde subito all'inizio della terza.
- Professor Giovanni Belli (stagione 1-3), interpretato da Michele Cesari.
È il professore di letteratura al Melsher Institute, oltre a essere un ex studente dello stesso istituto e un eccellente suonatore di pianoforte e tastiera. Negli anni '90, suonava in una band. È diverso dagli altri professori: è molto più alternativo, capisce gli alunni e ama la musica. Viene per un momento cacciato dalla scuola per i suoi modi "alternativi" di insegnare ma, quando i ragazzi riescono a far capire l'efficacia del suo insegnamento, il preside decide di reintegrarlo. Nella seconda stagione si scopre che ha avuto una storia con la mamma di Linda e quest'ultima ha paura che sia suo padre. Nella terza stagione si scopre avere una relazione con Sara, l'ex babysitter di Nicole. Appare per l'ultima volta nell'episodio 11 della terza stagione.
- Wilma (stagione 1-3), interpretata da Gabriella Franchini. È la nonna di Sam. È una donna molto solare, ha cresciuto da sola Sam ed è molto orgogliosa di lui.
- David (2ª stagione), interpretato da Jacopo Coleschi.
Appare nella seconda stagione ed è l'aiuto chef del nuovo corso pomeridiano della scuola. Si innamora di Nicole quasi al punto di baciarla.
- Jody (2ª stagione), il presentatore di The Talent, interpretato da Jody Cecchetto.
Appare nella seconda stagione ed è il presentatore di The Talent. Intrattiene gli spettatori durante le puntate e insieme ai giudici accompagna pubblico e partecipanti fino al giorno della finale di The Talent.
- Diana Jones (3ª stagione), interpretata da Sara Borsarelli.
È la manager degli "Alex & Co", donna vanitosa che pensa solo agli aspetti di marketing e per niente alla musica della band. Decide, dopo la pubblicazione del primo e ultimo disco degli Alex & Co., di lasciare la casa discografica per prendersi del tempo per lei.
- Sara (3ª stagione), interpretata da Enrica Pintore.
È l'ex babysitter di Nicole, ora proprietaria di un teatro che sta fallendo e che ospitava gli spettacoli di ballo di Clio. Nicole la aiuterà a non chiudere lo stabile. È la fidanzata del Professor Belli.
- Elena Leoni (1ª-2ª stagione), interpretata da Elena Lietti.
È la madre di Alex e Joe. Nella prima stagione sia lei che il marito mostrano più interesse per Joe che per Alex, ma quando lo sentono cantare capiscono quanto sia importante per il loro secondogenito la musica e decidono di appoggiarlo. Nella seconda stagione Elena scopre di essere incinta. Durante la finale di "The Talent" dà alla luce una bambina.
- Diego Leoni (1ª-2ª stagione), interpretato da Massimiliano Magrini.
È il padre di Alex e Joe. Nella prima stagione sia lui che la moglie mostrano più interesse per Joe che per Alex, ma quando capiscono quanto sia importante per Alex la musica e decidono di appoggiarlo. Alla fine della prima stagione riceve un'importante proposta di lavoro negli Stati Uniti. Nella seconda stagione comunica a Alex che devono trasferirsi, ma viene tutto poi annullato perché sua moglie Elena è incinta.
- Joe Leoni (1ª-2ª stagione), interpretato da Enrico Oetiker.
È il fratello maggiore di Alex e primogenito di Elena e Diego. Joe frequenta l'università ed ha un bel rapporto con i suoi genitori che rende partecipi costantemente della sua vita. Nella seconda stagione Joe si innamora di una sua compagna di università, Lara. Alex e i suoi amici lo aiuteranno a conquistarla.
- Lara (2ª stagione) interpretata da Diletta Innocenti Fagni. È una compagna d'università di Joe, ed è innamorata ricambiata di lui, grazie ad Alex e i suoi amici i due si confessano il loro amore e si fidanzano.
- Victoria Williams (2ª stagione), interpretata da Chiara Iezzi.
È la madre di Linda e nuova proprietaria della scuola. Quindici anni prima, ha avuto una storia con Belli, ora professore del Melsher Institute. È molto autoritaria e cerca di cacciare il preside Ferrari dalla scuola per vendicarsi di un torto da lui causatole vent'anni prima. Alla fine della seconda stagione, riesce nel suo intento di vendicarsi dello stesso Ferrari, licenziandolo in tronco alla fine della penultima puntata, assumendo il professor Strozzi come nuovo preside della scuola.
- Bullo (3ª stagione), interpretato da Matteo Andrea Barbaria.
È il bullo che sfida Ray a basket davanti agli occhi di Emma. Successivamente ruba la chiavetta USB contenente la loro prima canzone.
- Camilla Young (episodi speciali - Penny on M.A.R.S.) interpretata da Shannon Gaskin. È la migliore amica di Penny e anche lei vuole frequentare il M.A.R.S.
- Bakìa (episodi speciali-Penny on M.A.R.S.), interpretata da Merissa Porter.
- Freddy Wolf (episodi speciali - Penny on M.A.R.S.), interpretato da Ben Richards.
- Sara De Ponte, interpretata da Sara Ricci (nella 1ª stagione) e da Sara D'Amario (negli episodi speciali). Madre di Nicole.
- Rick De Ponte (1ª stagione e negli episodi speciali), interpretato da Riccardo Festa. Padre di Nicole.
- Igor Alessi (1ª stagione), interpretato da Jgor Barbazza. Padre di Christian.
- Monica Alessi (1ª stagione), interpretata da Linda Collini. Madre di Christian.
- Soraya (3ª stagione ep. 49; episodi speciali), interpretata da Lucrezia Bertini. Sorella di Matt
- Sonia (3ª stagione ep. 49; episodi speciali), interpretata da Yvonne Giovanello. Madre di Matt.
- Arturo (episodi speciali), interpretato da Massimiliano Varrese. Padre di Matt.

## Episodi
| Stagione         | Episodi | Episodi | Prima visione     | Prima visione    | Disney+ Italia |
| Stagione         | Episodi | Episodi | Inizio            | Fine             | Disney+ Italia |
| ---------------- | ------- | ------- | ----------------- | ---------------- | -------------- |
| Prima stagione   | 13      | 13      | 11 maggio 2015    | 27 maggio 2015   | 31 luglio 2020 |
| Seconda stagione | 18      | 18      | 27 settembre 2015 | 29 novembre 2015 | 7 agosto 2020  |
| Terza stagione   | 20      | 10      | 24 settembre 2016 | 22 ottobre 2016  | 7 agosto 2020  |
| Terza stagione   | 20      | 10      | 21 gennaio 2017   | 18 febbraio 2017 | 7 agosto 2020  |
| Episodi speciali | 4       | 4       | 26 giugno 2017    | 29 giugno 2017   | Inediti        |

## Curiosità
- Michele Cesari, Arianna Madei, Enrico Oetiker e Enrica Pintore hanno recitato tutti nella soap opera di Rai 1, Il paradiso delle signore.
- Nel finale della seconda stagione sono apparsi i The Vamps, a parte Tristan Evans.
- In alcuni episodi della 2° stagione, appare Carola Campagna, arrivata terza a The Voice of Italy (2015), come la vocal-coach di The Talent.
- Gli Alex & Co. sono stati ospiti durante l'ultima edizione di Ti lascio una canzone.
- In 2 episodi della 3ª stagione, è apparso l'attore e modello Alessandro Egger, famoso per aver recitato in The Band.

## Colonna sonora
La sigla della serie è Music Speaks, cantata dal cast, scritta da Enrico Sibilla e composta da Federica Camba e Daniele Coro. Rispetto alla prima stagione, nella seconda la sigla viene rinnovata graficamente, e, al contrario della prima stagione, risulta cantata e mixata con alcuni spezzoni di episodi appartenenti alla seconda stagione. Nella prima parte della terza stagione, la sigla rimane invariata rispetto alla stagione precedente, mentre nella seconda parte questa cambia nuovamente grafica.
Il 29 gennaio 2016 è stato pubblicato il primo album musicale della serie, We Are One. L'album contiene:
1. Music Speaks, cantata da Leonardo Cecchi, Beatrice Vendramin, Eleonora Gaggero, Saul Nanni e Federico Russo;
2. All The While, cantata da Leonardo Cecchi e Eleonora Gaggero;
3. Unbelievable, cantata Leonardo Cecchi, Beatrice Vendramin, Eleonora Gaggero, Saul Nanni e Federico Russo;
4. Truth or Dare, cantata da Leonardo Cecchi, Beatrice Vendramin, Eleonora Gaggero, Saul Nanni e Federico Russo;
5. We are one, cantata da Leonardo Cecchi, Beatrice Vendramin, Eleonora Gaggero, Saul Nanni e Federico Russo;
6. Likewise, cantata da Giulia Guerrini e Federico Russo;
7. Oh My Gloss!, cantata da Lucrezia Roberta di Michele, Giulia Guerrini e Asia Corvino;
8. Incredibile (versione italiana del brano Unbelievable), cantata da Leonardo Cecchi e Beatrice Vendramin;
9. Music Speaks Remix, cantata da Leonardo Cecchi, Beatrice Vendramin, Eleonora Gaggero, Saul Nanni e Federico Russo;
10. Wake Up (traccia bonus), cantata dai The Vamps

Il 9 dicembre 2016 è stato pubblicato il secondo album della serie dal titolo Welcome to Your Show. L'album contiene le canzoni delle prime due stagioni (quelle dil primo CD tranne Wake Up), con l'aggiunta di 4 nuove canzoni dalla terza stagione e 2 canzoni dalla colonna sonora di Come diventare grandi nonostante i genitori:
1. Music Speaks, cantata da Leonardo Cecchi, Beatrice Vendramin, Eleonora Gaggero, Saul Nanni e Federico Russo;
2. All The While, cantata da Leonardo Cecchi e Eleonora Gaggero;
3. Unbelievable, cantata Leonardo Cecchi, Beatrice Vendramin, Eleonora Gaggero, Saul Nanni e Federico Russo;
4. Truth or Dare, cantata da Leonardo Cecchi, Beatrice Vendramin, Eleonora Gaggero, Saul Nanni e Federico Russo;
5. We are one, cantata da Leonardo Cecchi, Beatrice Vendramin, Eleonora Gaggero, Saul Nanni e Federico Russo;
6. Likewise, cantata da Giulia Guerrini e Federico Russo;
7. Oh My Gloss!, cantata da Lucrezia Roberta di Michele, Giulia Guerrini e Asia Corvino;
8. Incredibile (versione italiana del brano Unbelievable), cantata da Leonardo Cecchi e Beatrice Vendramin;
9. Music Speaks Remix, cantata da Leonardo Cecchi, Beatrice Vendramin, Eleonora Gaggero, Saul Nanni e Federico Russo;
10. I Am Nobody, cantata da Leonardo Cecchi;
11. So Far Yet so Close, cantata da Beatrice Vendramin e Riccardo Alemanni;
12. The Magic of Love, cantata da Leonardo Cecchi;
13. Welcome to Your Show,  cantata da Leonardo Cecchi, Beatrice Vendramin, Eleonora Gaggero, Saul Nanni e Federico Russo;
14. I Can See The Stars, cantata da Leonardo Cecchi;
15. The Strawberry Place, cantata da Leonardo Cecchi.

## Media

### Alex & Co. Cup Song
Nell'estate del 2015, dopo la fine della 1° stagione, è stato indetto un concorso per promuovere la 2° stagione, ogni partecipante doveva cantare Music Speaks, mentre facevano i ritmi con una tazza, e il vincitore sarebbe apparso in un episodio della serie.
La vincitrice fu Giorgia Lipari, che è apparsa nel 10° episodio della 2° stagione.

### Alex & Co. Lip Sync
Simile al Cup Song contest, per promuovere la 3° stagione è stato indetto un altro concorso, questa volta i concorrenti hanno dovuto fare il Lip sync di Music Speaks, We Are One e Incredibile e il vincitore sarebbe apparso in un episodio.
La vincitrice fu Saumi Venturi e lei è apparsa nel 16° episodio della 3° stagione.
Per aiutare i concorrenti gli attori della serie hanno fatto dei tutorial che sono stati postati sulla pagina italiana di Disney Channel.

### Alex & Co. - Fan Event
Il 5 aprile 2016 la Disney ha annunciato il primo e unico show-concerto della serie chiamato Alex & Co - Fan Event tenutosi al Fabrique di Milano il 20 aprile.
L'evento è stato trasmesso in prima TV assoluta il 10 settembre dello stesso anno su Disney Channel Italia.

### Radio Alex
A partire dall'8 febbraio 2016, sempre su Disney Channel, viene trasmesso Radio Alex, una sorta di programma radiofonico-televisivo in cui Alex conduce la radio del "Melsher Institute", lanciando brani musicali e discutendo con gli ospiti di argomenti legati all'adolescenza.

### Come diventare grandi nonostante i genitori
Il 2 dicembre 2015 Disney Channel ha annunciato l'uscita di un film basato sulla serie. Il film, dal nome Come diventare grandi nonostante i genitori è uscito il 24 novembre 2016 e vede come regista Luca Lucini e come sceneggiatore Gennaro Nunziante.

### Video-selfie
Per ogni episodio, sono stati girati 3 video-selfie, (che nella continuità dello show, si svolgono o durante, o dopo la fine dell'episodio), in cui un personaggio spiega la sua opinione su quello che è accaduto.

## Spin-off

### Penny on M.A.R.S.
Il 7 aprile 2017 è stato annunciato che uno spin-off della serie girato in lingua inglese composto da 16 episodi debutterà su Disney Channel in 2018. Il 29 giugno 2017, dopo la messa in onda dell'episodio finale di Alex & Co., un promo ha annunciato che la serie si chiamerà Penny on M.A.R.S. e seguirà le vicende di Penny, già personaggio negli episodi speciali di Alex & Co., alle prese con il suo sogno di studiare nel liceo musicale "M.A.R.S.", con l'aiuto della sua amica Camilla.

## Ascolti
La prima stagione ha ottenuto buoni ascolti. L'episodio finale della stagione, andato in onda il 27 maggio 2015, ha raggiunto punte di 270.000 telespettatori, di cui 150.000 ragazzi dai 4 ai 16 anni, e 120.000 ragazze dagli 8 ai 16 anni.

## Merchandising
Il successo della serie ha permesso di produrre una grande vastità di merchandising ufficiale disponibile in commercio in Italia, come CD, DVD, libri, album di figurine, carte da gioco, giochi e giocattoli, la calza della befana, l'uovo di pasqua, abbigliamento e una linea scolastica.

## Distribuzione internazionale

### Prima stagione
| Paese | Canale         | Prima TV          | Titolo                | Disney+        | Fonti  |
| --- | -------------- | ----------------- | --------------------- | -------------- | ------ |
| Italia | Disney Channel | 11 maggio 2015    | Alex & Co.            | 31 luglio 2020 | [ 8 ]  |
| Svezia Norvegia Danimarca Finlandia Islanda | Disney Channel | 13 ottobre 2015   | Alex & Co.            |                | [ 9 ]  |
| Polonia | Disney Channel | 17 ottobre 2015   | Alex i spółka         |                | [ 10 ] |
| Francia | Disney Channel | 4 novembre 2015   | Alex & Co.            |                | [ 11 ] |
| Paesi Bassi Belgio | Disney Channel | 22 novembre 2015  | Alex & Co.            |                | [ 12 ] |
| Spagna | Disney Channel | 11 gennaio 2016   | Alex & Friends        |                | [ 13 ] |
| Bulgaria | Disney Channel | 1 febbraio 2016   | Групата на Алекс      |                | [ 14 ] |
| Romania | Disney Channel | 1 febbraio 2016   | Alex și trupa         |                | [ 15 ] |
| Rep. Ceca Slovacchia | Disney Channel | 6 febbraio 2016   | Alex & spol.          |                | ´      |
| Ungheria | Disney Channel | 6 febbraio 2016   | Alex és bandája       |                | [ 17 ] |
| Grecia | Disney Channel | 3 marzo 2016      | Ο Άλεξ κι η Παρέα του |                | [ 18 ] |
| Sudafrica | Disney Channel | 3 marzo 2016      | Alex & Co.            |                | [ 19 ] |
| Arabia Saudita | Disney Channel | 3 marzo 2016      | Alex & Co.            |                | [ 19 ] |
| Serbia Croazia Bosnia ed Erzegovina Macedonia del Nord Montenegro | Disney Channel | 3 marzo 2016      | Alex & Co.            |                | [ 19 ] |
| Germania Austria Svizzera Liechtenstein | Disney Channel | 24 aprile 2016    | Alex & Co.            |                | [ 20 ] |
| Regno Unito Irlanda | Disney Channel | 24 luglio 2017    | Alex & Co.            |                | [ 21 ] |
| Argentina Bolivia Cile Colombia Cuba Costa Rica Ecuador El Salvador Guatemala Haiti Honduras Nicaragua Messico Panama Paraguay Perù Rep. Dominicana Uruguay Venezuela | Disney Channel | 25 settembre 2017 | Alex & Co.            |                | [ 22 ] |
| Brasile | Disney Channel | 25 settembre 2017 | Alex & Co.            |                | [ 22 ] |

### Seconda stagione
| Paese | Canale         | Prima TV          | Titolo                | Disney+       | Fonti           |
| --- | -------------- | ----------------- | --------------------- | ------------- | --------------- |
| Italia | Disney Channel | 27 settembre 2015 | Alex & Co.            | 7 agosto 2020 | [ 23 ]          |
| Polonia | Disney Channel | 7 marzo 2016      | Alex i spółka         |               | [ 24 ]          |
| Francia | Disney Channel | 6 aprile 2016     | Alex & Co.            | 7 agosto 2020 | [ 25 ]          |
| Paesi Bassi Belgio | Disney Channel | 3 luglio 2016     | Alex & Co.            |               | [ 26 ]          |
| Grecia | Disney Channel | 7 luglio 2016     | Ο Άλεξ κι η Παρέα του |               | [ 27 ]          |
| Sudafrica | Disney Channel | 7 luglio 2016     | Alex & Co.            |               | [ 28 ]          |
| Arabia Saudita | Disney Channel | 7 luglio 2016     | Alex & Co.            |               | [ 28 ]          |
| Serbia Croazia Bosnia ed Erzegovina Macedonia del Nord Montenegro | Disney Channel | 7 luglio 2016     | Alex & Co.            |               | [ 28 ]          |
| Germania Austria Svizzera Liechtenstein | Disney Channel | 25 luglio 2016    | Alex & Co.            |               | [ 20 ]          |
| Spagna | Disney Channel | 12 settembre 2016 | Alex & Friends        |               | [ 29 ]          |
| Bulgaria | Disney Channel | 10 ottobre 2016   | Групата на Алекс      |               | [ 30 ]          |
| Romania | Disney Channel | 10 ottobre 2016   | Alex și trupa         |               | [ 31 ]          |
| Rep. Ceca Slovacchia | Disney Channel | 10 ottobre 2016   | Alex & spol.          |               | [ 32 ]          |
| Ungheria | Disney Channel | 10 ottobre 2016   | Alex és bandája       |               | [ 33 ]          |
| Argentina Bolivia Cile Colombia Cuba Costa Rica Ecuador El Salvador Guatemala Haiti Honduras Nicaragua Messico Panama Paraguay Perù Rep. Dominicana Uruguay Venezuela | Disney Channel | 16 ottobre 2017   | Alex & Co.            |               | [ senza fonte ] |
| Brasile | Disney Channel | 16 ottobre 2017   | Alex & Co.            |               | [ senza fonte ] |
| Regno Unito Irlanda | Disney Channel | 2 gennaio 2018    | Alex & Co.            |               | [ 34 ]          |

### Terza stagione
| Paese                                                             | Canale         | Prima TV          | Titolo                | Disney+       | Fonti  |
| ----------------------------------------------------------------- | -------------- | ----------------- | --------------------- | ------------- | ------ |
| Italia                                                            | Disney Channel | 24 settembre 2016 | Alex & Co.            | 7 agosto 2020 | [ 35 ] |
| Francia                                                           | Disney Channel | 4 marzo 2017      | Alex & Co.            | 7 agosto 2020 | [ 36 ] |
| Spagna                                                            | Disney Channel | 20 marzo 2017     | Alex & Friends        | 7 agosto 2020 | [ 37 ] |
| Grecia                                                            | Disney Channel | 3 aprile 2017     | Ο Άλεξ κι η Παρέα του |               | [ 38 ] |
| Sudafrica                                                         | Disney Channel | 3 aprile 2017     | Alex & Co.            |               | [ 38 ] |
| Arabia Saudita                                                    | Disney Channel | 3 aprile 2017     | Alex & Co.            |               | [ 38 ] |
| Serbia Croazia Bosnia ed Erzegovina Macedonia del Nord Montenegro | Disney Channel | 3 aprile 2017     | Alex & Co.            |               | [ 38 ] |
| Polonia                                                           | Disney Channel | 24 aprile 2017    | Alex i spółka         |               | [ 39 ] |
| Rep. Ceca Slovacchia                                              | Disney Channel | 24 aprile 2017    | Alex & spol.          |               | [ 40 ] |
| Ungheria                                                          | Disney Channel | 24 aprile 2017    | Alex és bandája       |               | [ 41 ] |
| Bulgaria                                                          | Disney Channel | 8 maggio 2017     | Групата на Алекс      |               | [ 42 ] |
| Romania                                                           | Disney Channel | 8 maggio 2017     | Alex și trupa         |               | [ 43 ] |
| Regno Unito Irlanda                                               | Disney Channel | 12 marzo 2018     | Alex & Co.            |               | [ 44 ] |

### Episodi speciali
| Paese   | Canale         | Prima TV                | Titolo         | Disney+ | Fonti  |
| ------- | -------------- | ----------------------- | -------------- | ------- | ------ |
| Italia  | Disney Channel | 26 giugno 2017          | Alex & Co.     |         | [ 45 ] |
| Francia | Disney Channel | 20 febbraio 2019        | Alex & Co.     |         | [ 46 ] |
| Spagna  | Disney Channel | Aprile 2019 (annullato) | Alex & Friends |         | [ 47 ] |